# 桑德格廷德峰
71°52′S 9°45′E / 71.867°S 9.750°E
桑德格廷德峰（英語：Sandeggtind Peak）是南極洲的山峰，位於毛德皇后地，處於桑德加嶺以南1英里，屬於康拉德山脈南部的一部分，海拔高度3,055米，由德國探險隊發現。